# Walmer
Walmer – miasto portowe w Wielkiej Brytanii, w Anglii, w regionie South East England, w hrabstwie Kent.